# 부루리주

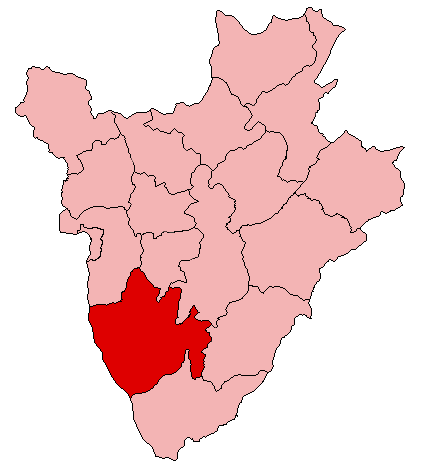
부루리 주의 위치

부루리주(Bururi)는 부룬디 남서부에 위치한 주로, 주도는 부루리이며 면적은 2,465km2, 인구는 437,931명(1999년 기준)이다. 서쪽으로는 탕가니카호와 맞닿아 있고 북서쪽으로는 부줌부라 교외주, 북쪽으로는 음와로 주, 북동쪽으로는 기테가 주, 동쪽으로는 루타나 주, 남쪽으로는 마캄바 주와 접하며 9개 코뮌(부람비, 부루리, 부옝게로, 마타나, 무감바, 루몽게, 루토부, 송가, 비얀다)을 관할한다. 부룬디에서 면적이 가장 넓은 주이다.